# XANADU loves NHC
XANADU loves NHC（ザナドゥー　ラブズ　エヌエイチシー）は、ホリプロ所属のタレントから成る芸能人女子フットサルチームである。NHCはNagatanien Horipro Clubの略。旧チーム名はHORIDASHIMONO（ホリダシモノ）。略称は「ザナドゥ」「ザナ」。著名な選手はAKB48の板野友美、河西智美など。
チームユニフォームは元プロ野球選手の宮本和知監督がかつて在籍（1985年 - 1997年）していた読売ジャイアンツ風である。かつてはピンクと水色、赤と白のユニフォームが使われていた。

## 経歴
- 2004年8月 公式戦初出場（HORIDASHIMONO）

当時のメンバーは、胡喋蘭（あべこ、エリ）、くまきりあさ美、大森玲子、貞包みゆき、ゆりん、西端さおり、林千草、小川清乃、高橋優香、平塚奈菜。
- 2005年7月 すかいらーくグループCUPよりチーム名をXANADU loves NHCに変更
- 2005年12月30日、31日 ミュージカル「ピヴォ☆ガール」に出演
- 2006年11月30日　スフィアリーグファイナルステージで初優勝
- 2018年9月、メンバーを改め再結成。『魔法のダイエットpresents芸能人女子フットサルリーグ2018-19』に参加する[1]。

## メンバー
2018年以降(一部背番号不明の選手あり)
- 背番号10  山口百恵
- 横山愛子
- 背番号18  ハリウリサ
- 背番号66  日野麻衣
- 野口綾子
- 背番号5   吉村民
- 背番号9   安田美香
- あおい夏海
- 宇津木めぐみ

### 以前のメンバー
2010年7月現在
- 監督　背番号21　宮本和知（元読売ジャイアンツ投手）
- コーチ　背番号17　ズドン、背番号14　荻野達也
- チェアマン　背番号240　西尾聖（前監督）
- マネージャー　背番号34　小島瑠璃子、背番号51　河野一郎、背番号142　木藤将太

背番号00　十文字ゆりか（GK）
背番号2　滝口ミラ（2009年5月30日 - ）
背番号8　横山愛子（2009年7月5日 - ）
背番号9　安田美香（前キャプテン）
背番号10　小由里（キャプテン）
背番号11　板野友美（元AKB48、2007年4月25日 - ）
背番号22　根城清美（2008年12月7日 - ）
背番号24　桜花（トリコロール）（2009年9月13日 - ）
背番号26　大堀恵（元SDN48、2010年4月3日 - ）
背番号27　花秋奈津（2008年12月7日 - ）
背番号30　宮崎美穂（AKB48、2009年2月13日 - ）
背番号48　河西智美（元AKB48、2007年4月25日 - ）
背番号99　田代さやか（GK）

### 退団
- 胡喋蘭あべこ〈初代キャプテン〉
- 胡喋蘭エリ
- 大森玲子（一時期相原玲に改名）
- 貞包みゆき
- 林千草
- 中島美奈子
- 国府田雅美
- 足立麻美（キャラメルクラッチ）
- 松田美帆子（キャラメルクラッチ）
- 上地春奈（キャラメルクラッチ）
- 氏家裕子（元金魚ばち）
- 稲熊泉
- 藤田安澄
- 有馬綾子
- 吉開菜生子
- 小林直美
- 飯野めぐみ
- くまきりあさ美（現：熊切あさ美）
- 水崎綾女（ - 2006年3月2日）
- ゆりん
- 大林素子
- 早房結香（ - 2007年3月15日、クルクルキューティクル ※現：パシンペロン）
- 滝島梓（ - 2007年3月15日）
- 大村明日香（2007年3月 - 4月）
在籍当時の背番号は「4」。愛称は「あーちゃん」で、本人も自分のことを「あーちゃん」と呼んでいる。2007年5月4日に行われた「スフィアリーグ2007 すかいらーくグループCUP　開幕戦」を前に在籍1ヶ月余りで退団。
- 平塚奈菜（2004年 - 2008年5月6日）
- 仁藤優子（ - 2008年5月8日）
- 福之上真友（現：麻由、2005年 - 2008年9月25日）
- MANAMI（ - 2008年12月7日）
- 中村まゆみ（ - 2008年12月7日）
- 大島麻衣（2007年4月25日 - 2009年4月26日）
- 松本美佳里（ - 2009年9月13日）
- もりちえみ
- 西村優奈（2008年12月7日 - 2010年10月17日）

## 戦績
2004年
- 8月 「お台場カップ」：総合7位(HORIDASHIMONO)

2005年
- 3月 「フジテレビ739カップ」：総合4位(HORIDASHIMONO)
- 5月 「第2回フジテレビ739カップ」：グループA　3位(HORIDASHIMONO)
- 7月 「すかいらーくグループCUP」：グループA　4位
- 8月 「すかいらーくグループ冒険王リーグ」：総合3位
- 10月 「第2回すかいらーくグループCUP」：トーナメント出場グループ3位
- 12月15日 「SPHERE LEAGUE すかいらーくグループシリーズ1stステージ」：3位

2006年
- 7月 「スフィアリーグ　第1回グッドウィルカップ」：ベスト4
- 7月17日「すかいらーくグループリーグ in お台場冒険王“真夏の女王”決定戦」（グループA） - 2勝2分（2位）
- 7月29日「すかいらーくグループリーグ in お台場冒険王“真夏の女王”決定戦」（グループB） - 2勝1分（1位）
- 8月7日「すかいらーくグループリーグ in お台場冒険王“真夏の女王”決定戦」（グループC） - 4勝（1位）
- 8月31日「すかいらーくグループリーグ in お台場冒険王“真夏の女王”決定戦」（決勝大会） - 1回戦敗退
- 11月30日 「SPHERE LEAGUE すかいらーくグループシリーズFinalステージ」：優勝

2007年
- 5月4日「スフィアリーグ2007 すかいらーくグループCUP　開幕戦」：優勝
- 6月3日「MARIACIDA CUP」：ベスト8
- 7月21日「すかいらーくグループCUP in ザ・冒険王2007」（グループB） - 4勝（1位）
- 8月2日「すかいらーくグループ 冒険王CUP 1stステージ」決勝大会 - 3位
- 8月14日「すかいらーくグループ 冒険王CUP 2ndステージ」決勝大会：優勝
- 8月26日「すかいらーくグループCUP in ザ・冒険王2007」（決勝大会）：優勝
- 12月16日「メルシートゥフェスタ2007X’mas PARTY2」：優勝

2008年
- 3月15日「2008メルシートゥフェスタ 開幕戦」：予選敗退
- 6月15日「2008メルシートゥフェスタ 2ndステージ」：優勝
- 9月7日「2008メルシートゥフェスタ 3rdステージ」：予選敗退
- 12月7日「2008メルシートゥフェスタ Finalステージ」：準優勝

2009年
- 3月15日「2009メルシートゥフェスタ  in MARCH」：準優勝
- 5月17日「2009メルシートゥフェスタ  in MAY」：準優勝

2010年
- 10月17日「ニコニコ秋の大運動会」：ベスト4